# РБВЗ-С-20
РБВЗ-С-20 (также известный как «Сикорский С-20» или «Sikorsky S-20») — российский одномоторный истребитель периода Первой мировой войны. Разработан в 1916 году конструкторским бюро завода Руссо-Балт под руководством И. И. Сикорского.

## История создания
В середине 1916 года на фронтах Первой Мировой появились качественные новые истребители, стреляющие сквозь вращающийся воздушный винт, что сделало все предыдущие российские самолёты этого класса морально устаревшими. Перед Россией остро встал вопрос создания нового истребителя, отвечавшего новым стандартам. В середине 1916 года конструкторские бюро РБВЗ успешно решило эту задачу, под руководством И.И. Сикороского создав пробную партию из пяти истребителей. Вместе с Сикорским в разработке истребителя принял участие молодой конструктор Н.Н. Поликарпов. Машина получила обозначение С-20.
Истребитель имел стандартную на то время компоновку одностоечного биплана с ротативным звездообразным двигателем воздушного охлаждения.
После первых испытательных полётов на Комендантском аэродроме под Петербургом (тогдашний Петроград) изначально установленный двигатель Гном-Моносупап-9B (фр. Gnome Monosoupape 9 Type B) мощностью 100 л.с. было решено заменить на более мощный двигатель Рон-9Jb (фр. Rhône 9Jb) мощностью 120 л.с.
В целом конструкция С-20 воплотила в себе весь опыт самолётостроения, накопленный на тот момент ведущими мировыми конструкторами. Этим, отчасти, и объясняются неплохие лётные показатели С-20 вместе с простотой и надёжностью его внешнего и внутреннего устройства. Этот истребитель И.И. Сикорского можно считать оптимальной моделью одноместного одномоторного боевого самолёта для второй половины Первой Мировой войны. На момент создания истребитель ничем не уступал самым передовым образцам истребительной авиации 1916-1917 г., он превосходил по максимальной скорости французский Ньюпор, английский Виккерс и немецкий Фоккер.

## Модификации
РБВЗ-С-20 — первая серийная модификация.
РБВЗ-С-22 — модификация С-20 с стационарным двигателем воздушного охлаждения, установленным в моторной раме. Схема ротативных двигателей того времени не позволяла сделать мощность больше 110–120 л.с., поэтому в следующей модели от такого типа двигателя отказались. Это позволило без существенного увеличения массы самолёта увеличить мощность двигателя до 150 л.с.

## Лётно-технические характеристики
| Самолет                                 | С-20    | С-22     |
| --------------------------------------- | ------- | -------- |
| Год выпуска                             | 1916    | 1917     |
| Старое обозначение                      | С-ХХ    | С-ХХII   |
| Двигатель                               | Рон-9Jb | Сальмсон |
| Максимальная мощность (л.с.)            | 120     | 150      |
| Максимальная скорость у земли           | 190     | 205      |
| Максимальная скорость на высоте 2000 м. | 162     | 175      |
| Скороподъёмность (2000 м.)              | 6.3     | 5.03     |
| Практический потлок                     | 5600    | 6200     |
| Время полёта (ч.)                       | 2.33    | 2.3      |
| Площадь крыльев (м²)                    | 17      | 18.5     |
| Взлётная масса                          | 750     | 1030     |
| Вес пустого                             | 550     | 760      |
| Удельная нагрузка на крылья (кг/м²)     | 44.1    | 55.4     |